# 伊比尼
伊比尼（法語：Ibigny，法語發音：[ibiɲi]；洛林语：Ibgneu）是法国摩泽尔省的一个市镇，位于该省东南部，属于萨尔堡-萨兰堡区。

## 地理
伊比尼（48°38'36"N, 6°54'0"E）面积4.77 平方千米，位于法国大東部大區摩泽尔省，该省份为法国东北部内陆省份，是洛林的一部分，西南接默尔特-摩泽尔省，东临下莱茵省，北与卢森堡和德国接壤。
与伊比尼接壤的市镇（或旧市镇、城区）包括：富尔克雷、贡德雷克桑日、里什瓦勒、圣乔治。

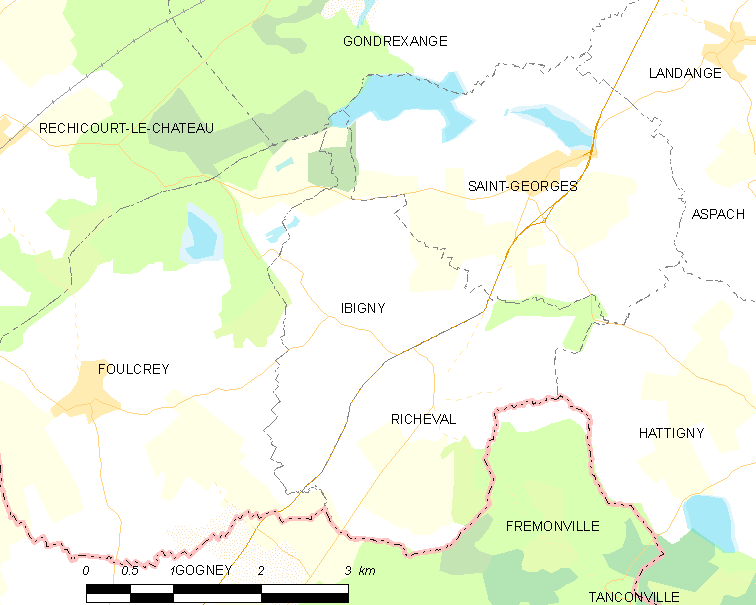
伊比尼的OSM定位图

伊比尼的时区为UTC+01:00、UTC+02:00（夏令时）。

## 行政
伊比尼的邮政编码为57830，INSEE市镇编码为57342。

## 政治
伊比尼所属的省级选区为萨尔堡县。

## 人口

1962-2008年间伊比尼人口变化图示

伊比尼于2022年1月1日时的人口数量为90人。